# Bălești (Fehér megye)
Bălești falu Romániában, Erdélyben, Fehér megyében. Közigazgatásilag Bisztra községhez tartozik.

## Fekvése
A Mócvidéken, Bisztra közelében fekvő település.

## Története
Băleşti korábban Bisztra része volt. Különvált Băleşti-Cătun, Cheleţeni, Ciuldeşti, Durăşti, Poiana és Rătitiş.
1956-ban 49 lakosa volt. 1966-ban 62, 1977-ben 40, 1992-ben 38, 2002-ben pedig 36 román lakosa volt.